# 热硫杆状菌科
热硫杆状菌科（学名：Thermithiobacillaceae）為酸硫杆状菌目的一科细菌。此科的模式属为热硫杆状菌属(Thermithiobacillus)。

## 属
- 热硫杆状菌属 Thermithiobacillus Kelly and Wood 2000